# Четверта лінія (метрополітен Торонто)
Четверта лінія (метрополітен Торонто) також відома як лінія Шепард (англ. Line 4 Sheppard) — одна з ліній метрополітену в місті Торонто, провінція Онтаріо, Канада.

## Історія
Будівництво лінії розпочалося у 1995 році, відкрита в складі п'яти станцій у листопаді 2002 року. Стала першою повністю підземною лінією метро у місті та першою, всі станції якої обладнані ліфтами. З моменту відкриття лінія мала назву Лінія Шепард, але у жовтні 2013 року оператор системи задля зручності орієнтування вирішив перейменувати всі лінії за номерами. З березня 2014 року почалася поступова заміна станційних покажчиків та оголошень у потягах.

## Лінія
Лінія найкоротша та має найменший пасажиропотік з усіх ліній метро у місті. Спочатку планувалося спорудження набагато довшої лінії, але через проблеми з фінансуванням побудували лише початкову дільницю, та за кінцевими станціями залишили заділи під майбутнє розширення. З моменту відкриття лінії, міською владою постійно оголошувалися плани щодо розширення лінії, але далі розмов справа не пішла.

## Станції
Всі станції на лінії побудовані під приймання шестивагонних потягів, але лінію обслуговують чотиривагонні потяги. Станції із заходу на схід.
| Четверта лінія    |                   |             |                                                                       |                                                             |                   |        |
| Назва українською | Назва англійською | Пересадка   | Координати                                                            | Тип                                                         | Дата відкриття    | Вигляд |
| «Шепард-Янґ»      | «Sheppard–Yonge»  | Перша лінія | 43°45′41″ пн. ш. 79°24′39″ зх. д. / 43.76139° пн. ш. 79.41083° зх. д. | Підземна з однією острівною та двома береговими платформами | 24 листопада 2002 |        |
| «Бейв'ю»          | «Bayview»         |             | 43°46′01″ пн. ш. 79°23′12″ зх. д. / 43.76694° пн. ш. 79.38667° зх. д. | Підземна з острівною платформою                             | 24 листопада 2002 |        |
| «Бессаріон»       | «Bessarion»       |             | 43°46′09″ пн. ш. 79°22′35″ зх. д. / 43.76917° пн. ш. 79.37639° зх. д. | Підземна з острівною платформою                             | 24 листопада 2002 |        |
| «Леслі»           | «Leslie»          |             | 43°46′17″ пн. ш. 79°21′55″ зх. д. / 43.77139° пн. ш. 79.36528° зх. д. | Підземна з острівною платформою                             | 24 листопада 2002 |        |
| «Дон-Міллс»       | «Don Mills»       |             | 43°46′32″ пн. ш. 79°20′47″ зх. д. / 43.77556° пн. ш. 79.34639° зх. д. | Підземна з острівною платформою                             | 24 листопада 2002 |        |

## Галерея

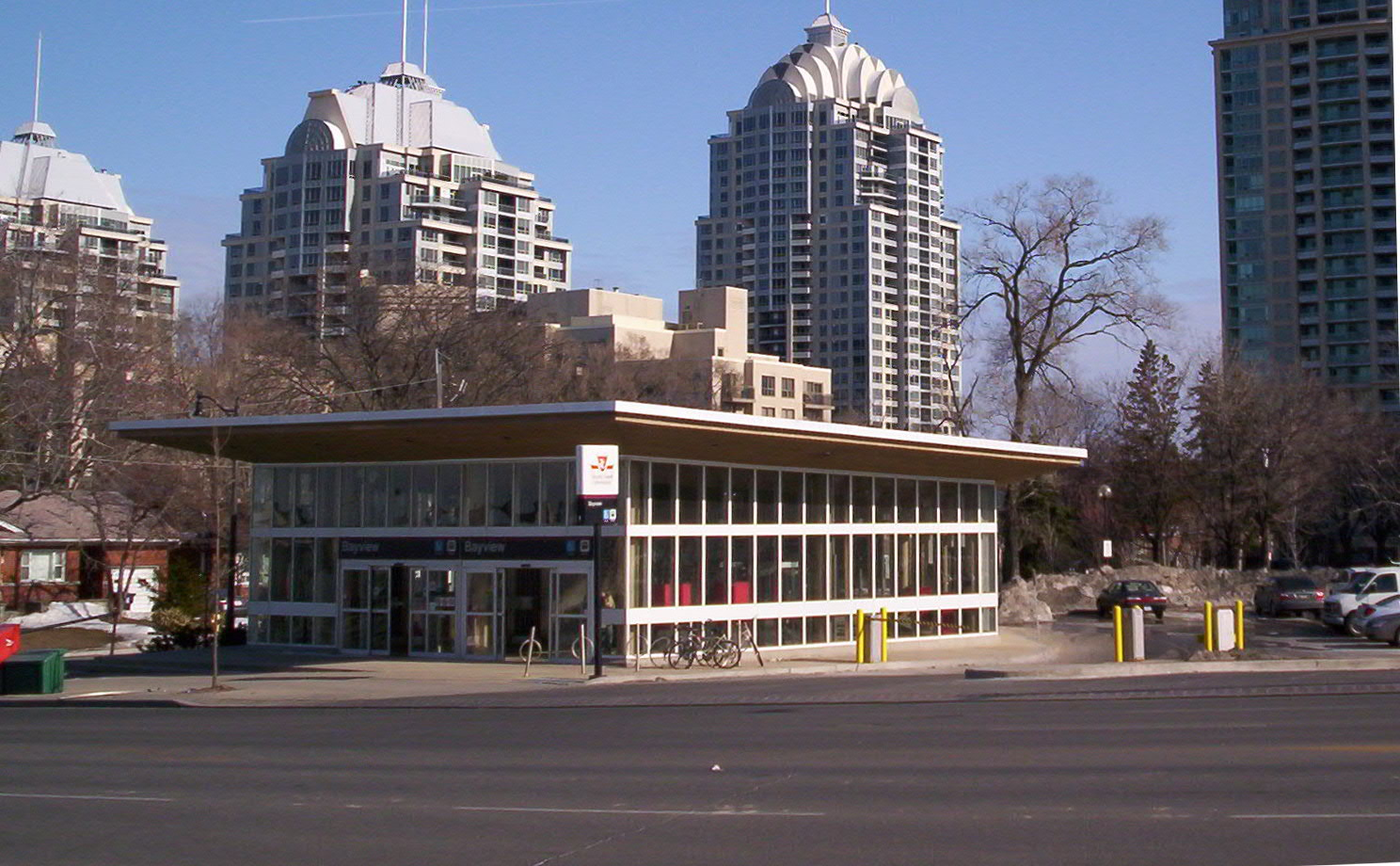
Вихід зі станції «Бейв'ю»
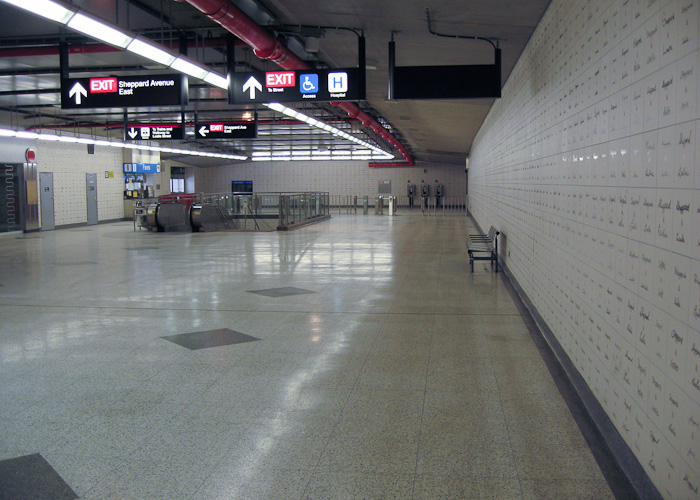
Вестибюль станції «Леслі»
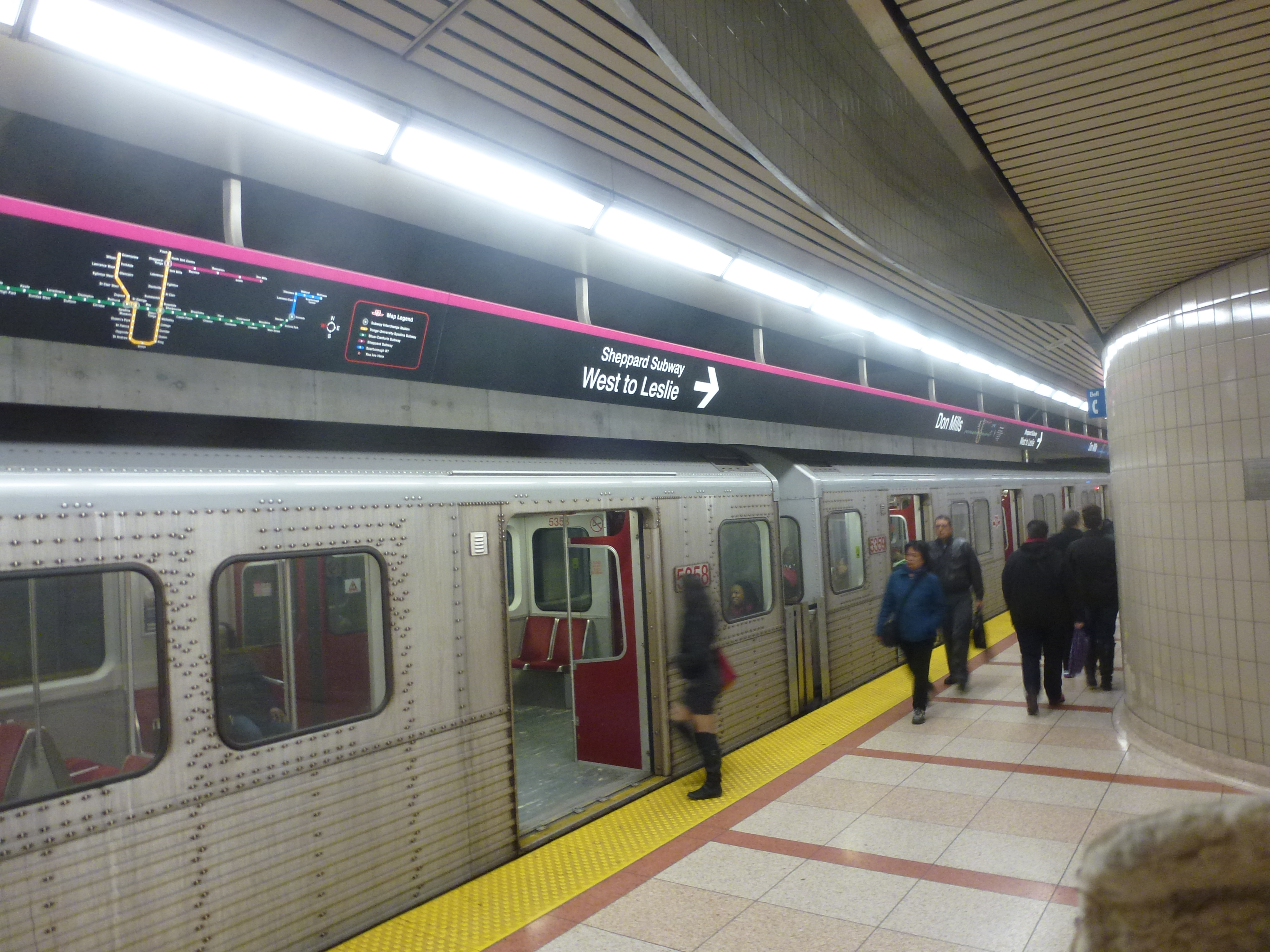
Потяг на кінцеві станції «Дон-Міллс»